# Municipio de Western (Illinois)
El municipio de Western (en inglés: Western Township) es un municipio ubicado en el condado de Henry en el estado estadounidense de Illinois. En el año 2010 tenía una población de 3053 habitantes y una densidad poblacional de 33,24 personas por km².

## Geografía
El municipio de Western se encuentra ubicado en las coordenadas 41°22′9″N 90°22′35″O / 41.36917, -90.37639. Según la Oficina del Censo de los Estados Unidos, el municipio tiene una superficie total de 91.85 km², de la cual 91.85 km² corresponden a tierra firme y (0%) 0 km² es agua.

## Demografía
Según el censo de 2010, había 3053 personas residiendo en el municipio de Western. La densidad de población era de 33,24 hab./km². De los 3053 habitantes, el municipio de Western estaba compuesto por el 97.9% blancos, el 0.13% eran afroamericanos, el 0.23% eran amerindios, el 0.29% eran asiáticos, el 0.03% eran isleños del Pacífico, el 0.36% eran de otras razas y el 1.05% pertenecían a dos o más razas. Del total de la población el 2.19% eran hispanos o latinos de cualquier raza.